# Santa Magdalena del Coll
Santa Magdalena del Coll és una església d'origen romànic que està situada prop de la masia del Coll, al nucli de població de la Vall del Bac del municipi de la Vall de Bianya (Garrotxa). És una obra inclosa a l'Inventari del Patrimoni Arquitectònic de Catalunya. L'església presenta un estat de conservació molt dolent.

## Descripció
Petita església romànica al cim d'un pujolet, a tramuntana de la masia del Coll. En runes. Resten les parets i la façana amb una petita porta dovellada, davant la qual hi havia hagut un senzill porxo. La finestra de mig punt que s'obre damunt la porta és remarcable, ja que la pedra que forma l'arc és tota d'una peça. La petita espadanya encara es conserva, però no la volta, que s'ha enfonsat. De la factura romànica conserva l'absis carrat, els murs de ponent i el reconstruït campanar. L'any 1776 es realitzaren modificacions i es construí la sagristia a continuació de l'absis.
També es va construir aquest altar lateral, que possiblement és la capella el Sant Crist de la que parlen les visites pastorals. Va ser realitzat seguint l'estil neoclàssic, emprant estuc fort. A la part central hi ha un altar emmarcat per un arc de mig punt coronat per un cap d'infant. A cada costat hi ha una mitja columna adossada amb el fust estriat i capitells ornats amb fulles d'acant. L'entaulament superior està decorat amb motius florals i dents de serra.

## Història
Se'n fa esment a les visites pastorals dels anys 1738 i 1776 i per elles consta que només hi havia un altar no consagrat, del que es pot deduir que fou el moment d'esplendor del temple, associat amb un increment de la devoció. Hi havia un ornament sacerdotal, sense calze ni patena, sense fonts baptismals ni sagrari per la reserva. A mitjans del segle xix consta que es va fer la capella del Sant Crist i que s'emblanquinà tota l'església, i que es feia festa grossa per Pasqua Florida i el 22 de juliol, festivitat de la Santa. Procedia de Santa Magdalena el retaule barroc que fins a l'any 1973 presidí el presbiteri de Sant Miquel de la Torre, el qual fou desmuntat i traslladat a Olot.